# حرب عصبة كامبراي
حرب عصبة كامبراي وتعرف أحياناً باسم حرب العصبة المقدسة وبأسماء أخرى عديدة،  كانت صراعاً كبيراً في الحروب الإيطالية. شارك في المعارك التي دارت رحاها في الفترة 1508-1516 كل من فرنسا والولايات البابوية وجمهورية البندقية، وانضم لتلك القوى في أوقات مختلفة أغلب القوى الأوروبية الأخرى في أوروبا الغربية، بما في ذلك إسبانيا والإمبراطورية الرومانية المقدسة وانكلترا واسكتلندا ودوقية ميلانو وفلورنسا ودوقية فيرارا والمرتزقة السويسريون.
أنشأ البابا يوليوس الثاني عصبة كامبراي للحد من نفوذ جمهورية البندقية في شمال إيطاليا، حيث شكل تحالفاً مناهضاً للبندقية ضم بالإضافة إليه كلاً من لويس الثاني عشر ملك فرنسا والإمبراطور الروماني المقدس ماكسيميليان الأول وفرناندو الثاني ملك أراغون. على الرغم من أن العصبة كانت ناجحة في البداية، إلا أن الاحتكاك بين لويس ويوليوس تسبب في انهيارها عام 1510؛ تحالف عقبها يوليوس مع البندقية ضد فرنسا.
توسع التحالف البابوي من البندقية في نهاية المطاف إلى عصبة مقدسة طردت الفرنسيين من إيطاليا في عام 1512؛ أدت الخلافات حول تقسيم الغنائم إلى تخلي البندقية عن تحالفها مع الدولة البابوية لصالح التحالف مع فرنسا. بقيادة فرانسوا الأول الذي خلف لويس على العرش، نجح الفرنسيون والبنادقة عبر انتصارهم في معركة مارينيانو في 1515 باستعادة الأراضي التي فقدها. أدت معاهدتي نيون وبروكسل التي أنهت الحرب في العام التالي إلى عودة الوضع بشكل أساسي لما كان عليه عام 1508 في إيطاليا.

## مقدمة
عقب انتهاء الحروب الإيطالية (1494–1498)، سعى البابا اسكندر السادس، بمساعدة فرنسية، إلى ترسيخ الهيمنة البابوية على إيطاليا الوسطى عبر الاستحواذ على منطقة رومانيا –تقع شمال إيطاليا. طرد تشيزري بورجا، جونفالونيير الجيوش البابوية (جونفالونيير تعني المدير الأعلى مدى الحياة)، عائلة بنتيفوليو من بولونيا، وهي العائلة الإقطاعية التي حكمت بولونيا، وكان مصممًا على تأسيس دولة دائمة في بورجيا في المنطقة عندما توفي اسكندر في الثامن عشر من شهر أغسطس عام 1503. تمكن تشيزري من الاستحواذ على بقايا الخزينة البابوية والاستئثار بها لنفسه، لكنه لم يتمكن من تأمين روما، حيث تقدمت الجيوش الفرنسية والإسبانية نحو المدينة في محاولة للهيمنة والتأثير على المجمع المغلق، فأدى انتخاب البابا بيوس الثالث (والذي توفي بعد فترة قصيرة وحلّ يوليوس الثاني محله) إلى تجريد تشيزري من ألقابه وطرده من إدارة جماعة من الجنود. شعر لوردات رومانيا المطرودين بضعف تشيزري، فعرضوا الخضوع لجمهورية البندقية مقابل أن تساعدهم الأخيرة في استعادة مناطق نفوذهم، وافق مجلس الشيوخ في البندقية وتمكن بحلول نهاية عام 1503 من الاستحواذ على ريميني وفاينزا وعددٍ من المدن الأخرى.
استطاع يوليوس الثاني فرض سيطرته على الجيوش البابوية إثر اعتقال وسجن تشيزري، في بولونيا بداية ثم في رافينا لاحقًا، ثم حاول على الفور فرض السلطة البابوية على رومانيا عبر مطالبة البندقية بإعادة المدن التي استولت عليها. رضيت جمهورية البندقية بالاعتراف بالسيادة البابوية على تلك المدن الساحلية على طول ساحل الأدرياتيكي، ورضيت بدفع إتاوة سنوية ليوليوس الثاني، لكنها رفضت تسليم المدن التي استحوذت عليها. ردًا على ذلك، أبرم يوليوس تحالفًا مع فرنسا والإمبراطورية الرومانية المقدسة ضد البندقية، لكن وفاة إيزابيلا الأولى ملكة قشتالة وانهيار العلاقات الذي تبع وفاتها بين الأطراف المتحالفة أديا إلى فك ذلك التحالف، على الرغم من ذلك، اضطرت البندقية قبل انهيار التحالف إلى التخلي عن عددٍ من المدن. لم يكن يوليوس راضيًا بتلك المكاسب، لكنه لم يملك قوى فاعلة ليحارب بها جمهورية البندقية، وعلى مر السنتين اللاحقتين، شغل نفسه بإعادة احتلال بولونيا وبيروجيا، واللتان تقعان بين الأراضي البابوية وأراضي البندقية، وكسبتا سابقًا حكمًا شبه مستقلًا.
في عام 1507، عاد يوليوس مجددًا إلى قضية المدن الخاضعة لسيطرة البندقية، تلك القضية التي رفضها مجلس الشيوخ، لذا شجع يوليوس الإمبراطور ماكسيمليان الأول على محاربة جمهورية البندقية. استغل ماكسيمليان الأول حجة رحلته إلى روما من أجل مراسم التتويج الإمبراطورية، فدخل أراضي البندقية بجيش ضخمٍ في شهر فبراير عام 1508، وزحف نحو فيتشنزا، لكنه هُزم على يد جيش البندقية تحت قيادة بارتولوميو دالفيانو. مُنيت هجمة أخرى بفشل هائل من طرف قوات كونتية تيرول بعد عدة أسابيع، لم يدحر دالفيانو الجيش الإمبراطوري فحسب، بل استولى على كامل كونتية غوريتزيا، وإستريا النمساوية (تتألف من دوقية مرانيا ومدينة بازين)، بالإضافة إلى تريستي وفيومي (موقعها مدينة رييكا في كرواتيا اليوم) والأجزاء الواقعة في أقصى الغرب من كارنيولا الداخلية، فاضطر ماكسيمليان إلى إبرام هدنة مع البندقية.

## عصبة كامبري
في ربيع عام 1508، أثارت جمهورية البندقية غضب يوليوس عندما عيّنت مرشحها الخاص لمنصبٍ شاغر في أبرشية فيتشنزا، وردًا على ذلك، دعى البابا جميع الأمم المسيحية إلى الانخراط معه في حملة لإخضاع البندقية. في العاشر من شهر ديسمبر عام 1508، أبرم ممثلوا البابوية وفرنسا والإمبراطورية الرومانية المقدسة وفرناندو الثاني ملك إسبانيا ما عُرف بـ عصبة كامبري للتصدي لجمهورية البندقية. اتفقت تلك الأطراف على تقسيم أراضي البندقية في إيطاليا بشكل كامل فيما بينها، فكان من المفترض أن يحصل ماكسيمليان –بالإضافة إلى استعادة غوريتزيا وتريستي ومرانيا وإستريا الشرقية– على فيرونا وفيتشنزا وبادوفا وفريولي، بينما ستضم فرنسا كلًا من بريشا وكريما وبيرغامو وكريمونا إلى ممتلكاتها في ميلان، وسيستولي فرناندو على أوترانتو، أما الأجزاء الباقية –من بينها ريميني ورافينا، ستُضاف إلى الدولة البابوية.
في التاسع من مايو عام 1509، عَبر لويس نهر أدا مترأسًا جيش فرنسا، ووصل على الفور إلى أراضي البندقية. عيّنت البندقية جيش مرتزقة (كوندوتييرو) تحت قيادة أولاد الخال أورسيني –بارتولوميو دالفيانو ونيكولو دي بيتيليانو– من أجل التصدي للجيش الفرنسي، لكن البندقية لم تأخذ بعين الاعتبار الاختلاف الذي دبّ بينهما حول الطريقة المثلى لإيقاف الزحف الفرنسي. في الرابع عشر من شهر مايو، واجه دالفيانو الفرنسيين في معركة أنياديللو، وكان تعداد الجيش الفرنسي يفوق تعداد جيش دالفيانو بمقدار كبير، لذا أرسل الأخير طلبات للحصول على تعزيزات من قريبه دي بيتيليانو، والذي ردّ بأوامر تفيد بالانسحاب من المعركة والمضي في طريقه. تجاهل دالفيانو الأوامر الجديدة، واستمر بالمعركة، لذا حوصر جيشه في نهاية المطاف ودُمر. استطاع دي بيتيليانو تجنب مواجهة لويس، لكن عندما سمع مرتزقته بنبأ هزيمة دالفيانو، فرّ عدد كبير منهم في الصباح التالي، فاضطر دي بيتيليانو إلى الانسحاب نحو تريفيزو مع ما تبقى من جيش البندقية.
انهارت البندقية بالكامل. زحف لويس لاحتلال أراضي البندقية في الشرق الأقصى، مثل بريشا، بدون أن يواجه أي مقاومة ملحوظة، فخسرت البندقية جميع الأراضي التي ضمتها في شمال إيطاليا خلال القرون السابقة. أما المدن الكبرى التي لم يحتلها الفرنسيون –مثل بادوفا وفيرونا وفيتشنزا– فانسحب دي بيتيليانو منها وبقيت بدون أي دفاعات، لذا استسلمت بسرعة لماكسيمليان عندما وصل المبعوثون الإمبراطوريون إلى فينيتو. تزامنًا مع تلك الأحداث، فرض يوليوس حظرًا كنسيًا على البندقية فُحرم جميع مواطني الجمهورية، ثم غزا رومانيا واستولى على رافينا بمساعدة ألفونسو الأول ديستي، دوق فيرارا. استولى ديستي على بوليزني بعدما التحق بالعصبة ونصّب جونفالونييرًا في التاسع عشر من شهر أبريل.
كان الحكام الجدد الذين شغلوا مناصبهم في المدن المحتلة مكروهين بشدة. في منتصف شهر يوليو، تمرد سكان بادوفا بمساعدةٍ من فصائل خيالة البندقية تحت قيادة البروفيدتوري (لقب بمعنى الرقيب أو المشرف) أندريا غريتي. كان عدد الجنود الألمان –اللاندسكنيشت– المعسكرين في المدينة قليلًا جدًا لمقاومة التمرد، واستعادت بادوفا الحكم البندقي في السابع عشر من شهر يوليو. دفع نجاح التمرد في نهاية المطاف إلى تحرّك ماكسيمليان. ففي أوائل شهر أغسطس، انطلق جيش ضخم تابع للإمبراطورية الرومانية المقدسة، بصحبة هيئات من القوات الفرنسية والإسبانية، من ترينتو إلى فينيتو. لكن قوات ماكسيمليان تقدمت ببطء شديد بسبب قلة الخيول وضعف التنظيم العام، فلم تستطع بدء حصار بادوفا في الوقت المحدد، ومنحت دي بيتيليانو الوقت الكافي ليركز جيوشه التي كانت متاحة في المدينة. استطاع الفرنسيون والمدفعية الإمبراطورية خرق أسوار بادوفا، لكن سكانها تمكنوا من الدفاع عن المدينة حتى فقد ماكسيمليان صبره ورفع الحصار عنها في الأول من شهر أكتوبر، وانسحب إلى تيرول برفقة القسم الأكبر من جيشه.
في منتصف شهر نوفمبر، عاد دي بيتيليانو إلى الهجوم، فاستعاد فيتشنزا وإستي وفلتري وبلونو، وعلى الرغم من أن هجومه على فيرونا باء بالفشل، لكنه تمكن من سحق الجيش البابوي تحت قيادة فرانشيسكو الثاني من غونزاكا خلال تلك العمليات. نظم أنجيلو تريفيزيان هجومًا نهريًا على فيرارا باستخدام أسطول سفن القادس البندقية، لكن معركة بوليزيلا جلب هزيمة أخرى لجمهورية البندقية، فحينها أغرقت مدفعية فيرارا سفن البندقية التي رست في نهر بو.